# Masse corporelle du cheval
Vous lisez un « bon article » labellisé en 2015.
Bien que cet article traite de la masse corporelle du cheval, exprimée en kilogrammes, on rencontre généralement dans l'usage courant comme dans la littérature spécialisée le terme de poids. Le présent article fait donc le choix d'employer ce terme à des fins de lisibilité.
La masse corporelle du cheval est une donnée très variable, selon la race, le modèle, l'état physiologique, la condition, le but du propriétaire et l'utilisation de l'animal. Toujours composée de 65 à 75 % d’eau, elle se répartit en moyenne entre 50 % de muscles, 11 % d'os et 10 % de graisses. Selon qu'il s'agisse d'un poney ou d'un cheval de trait, elle peut aller de moins de 200 kg à plus d'une tonne, pour une moyenne de 500 kg chez les chevaux de selle. Elle diffère également avec la saison, les chevaux étant presque toujours plus gras l'été que l'hiver. Différents outils permettent d'estimer leur poids et leur condition corporelle, des échelles vétérinaires ont été créées pour déterminer si le cheval présente une masse corporelle idéale suivant des critères précis. 
La maigreur est associée à la maltraitance, mais des facteurs indépendants du propriétaire liés à l'âge et à la maladie peuvent provoquer de spectaculaires pertes de poids chez les chevaux. Dans les pays occidentaux, l'obésité des chevaux représente l'un des problèmes de santé vétérinaire majeurs du XXIe siècle. Elle est directement liée à de multiples pathologies, telles que la fourbure, l'arthrose, la résistance à l'insuline et les coliques. Elle favorise aussi le développement d'un syndrome de Cushing équin, et provoque une baisse de la fertilité des étalons.

## Généralités

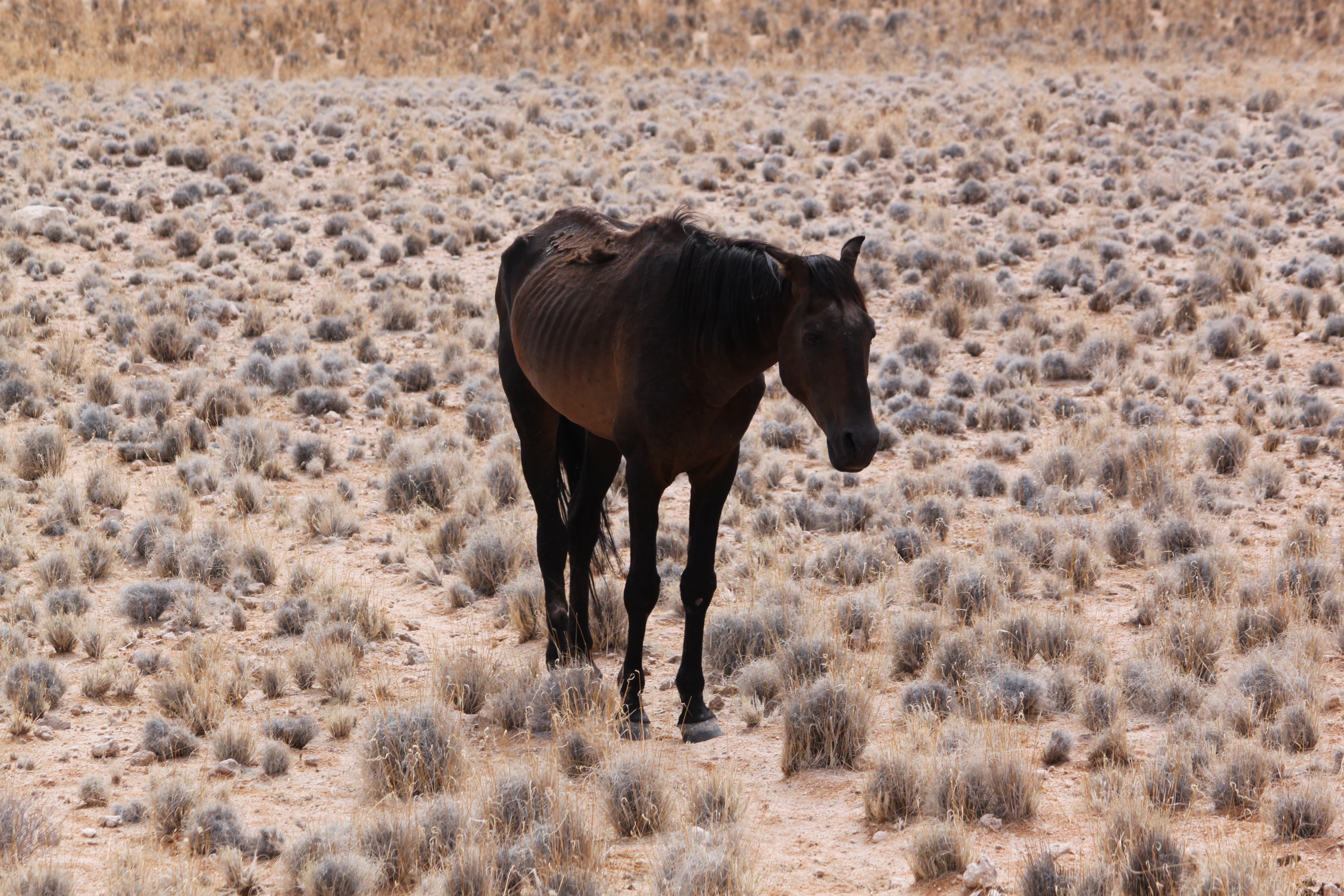
Cheval du Namib en mauvais état corporel, au mois de février.

La masse corporelle d'un cheval est toujours composée de 65 à 75 % d’eau. Le cheval est considéré comme un « animal maigre » (avec peu de graisses), dont le poids se répartit en 11 % d'os, 50 % de muscles et 9 % de graisses, environ ; mais un grand nombre de facteurs influencent son poids. Certaines races (cheval de trait) sont naturellement plus lourdes que d'autres (poneys), et se révèlent de modèle différent en termes de taille et d'ossature ; la fourchette de poids des chevaux est donc très variable. Les poneys peuvent peser moins de 200 kg et les chevaux lourds, plus d'une tonne, tandis que le poids moyen d'un cheval de selle est estimé aux alentours de 500 kg. Ainsi, Jappeloup, cheval champion de saut d'obstacles, pesait environ 470 kg. Les chevaux lourds élevés pour la boucherie atteignent des poids particulièrement élevés, l'éleveur ayant intérêt à en tirer un maximum de poids en viande.
D'autre part, l'état physiologique modifie le poids : le cheval peut être en croissance, en gestation, ou mis à la reproduction. Le but d'élevage et l'utilisation de l'animal demandent aussi des états corporels différents : ainsi, un cheval destiné au sport devra toujours être aussi proche que possible de son poids de forme pour rester performant. Au contraire, une jument gestante ou allaitante sera en meilleure forme si elle présente une masse corporelle plus élevée que la moyenne, avec quelques réserves de graisse.
Estimer le poids revêt de l'importance dans de multiples cas pour le propriétaire d'un cheval domestique : doser sa ration de nourriture, lui administrer un vermifuge ou autre médicament, ou encore suivre sa croissance et son état de santé,. Le poids du cheval entre aussi en compte dans plusieurs sports équestres et hippiques.Dans ces cas là nous parlons bien de son poids, et non pas de sa santé.

### Croissance
La croissance du poulain induit des prises de poids particulièrement rapides durant les premiers mois. À la naissance, un poulain pèse de 8 à 12 % du poids vif de sa mère. Il double son poids de naissance durant son premier mois de vie. Son poids a quintuplé quand il atteint l'âge du sevrage, vers 6 ou 7 mois. À l'âge d'un an, il atteint environ 65 % de son poids d'adulte pour 90 % de sa taille adulte, ce qui explique l'aspect souvent dégingandé des poulains de cet âge. Les poulains de trait engraissés pour la boucherie pèsent en moyenne 59,3 % du poids vif du cheval adulte à 8 mois, puis 70,1 % à 12 mois, et 90,1 % à 30 mois.

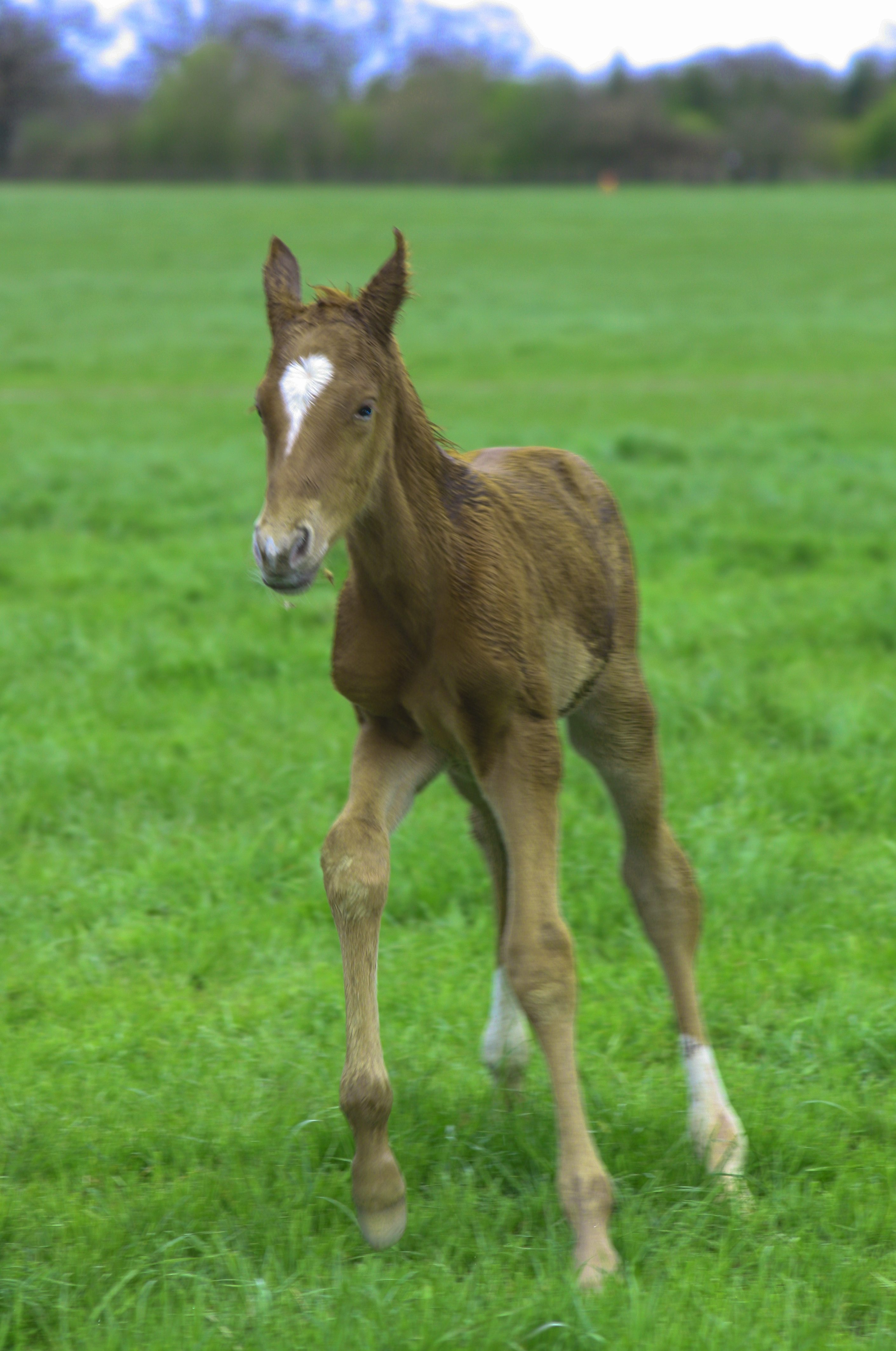
Poulain de selle nouveau-né
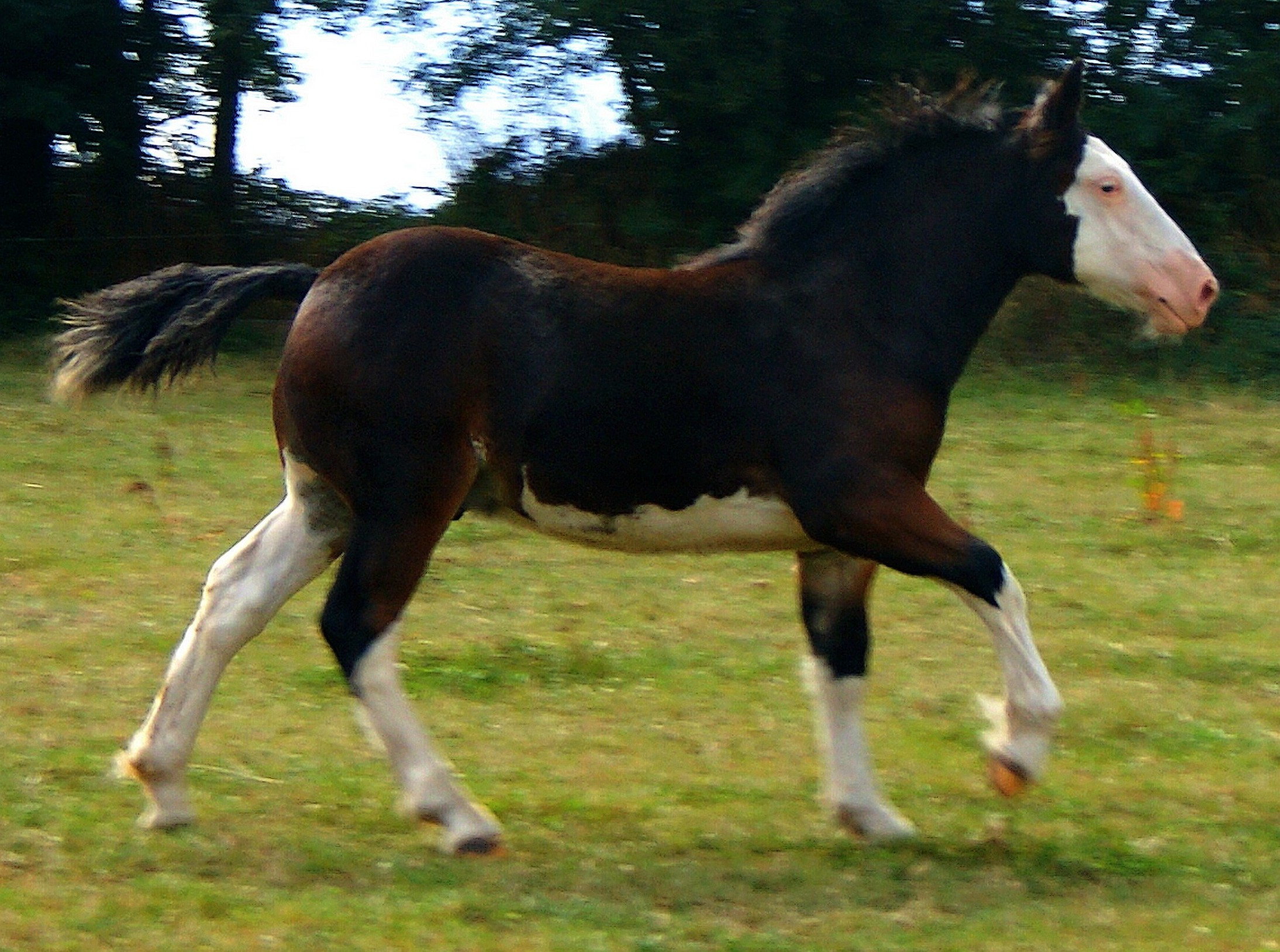
Poulain de trait de 4 mois
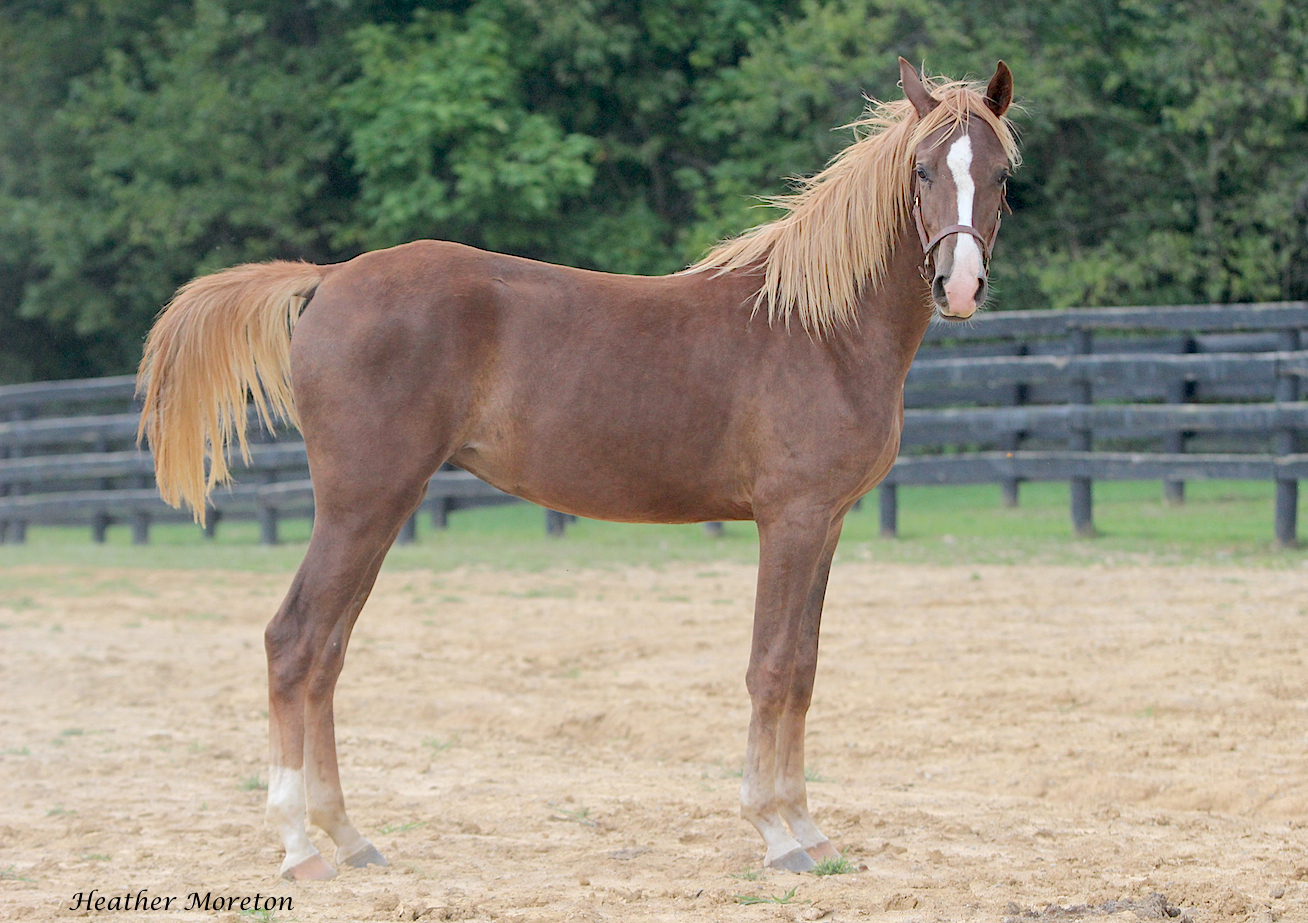
Poulain de selle d'un an
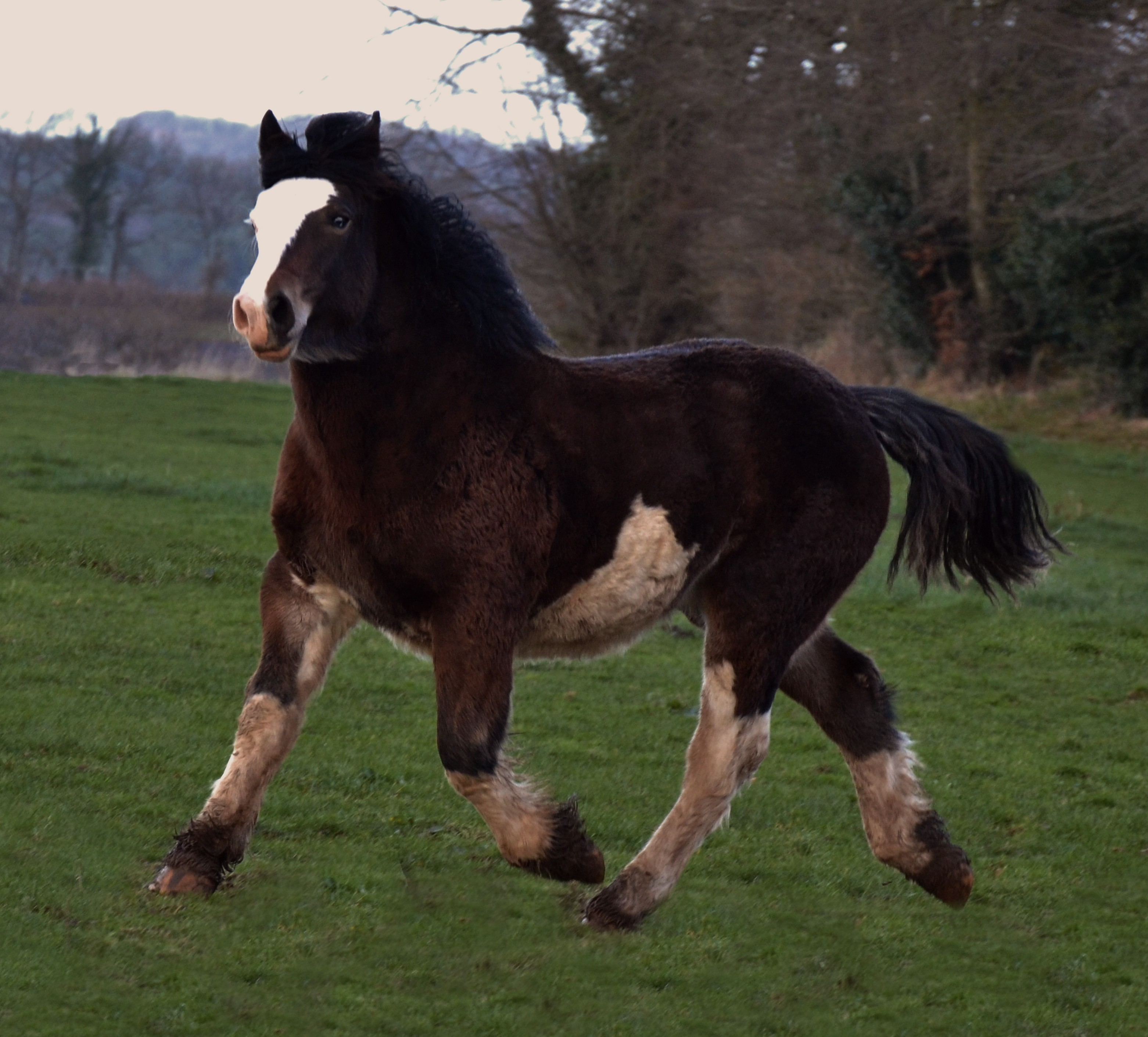
Poulain de trait d'un an

### Variations saisonnières

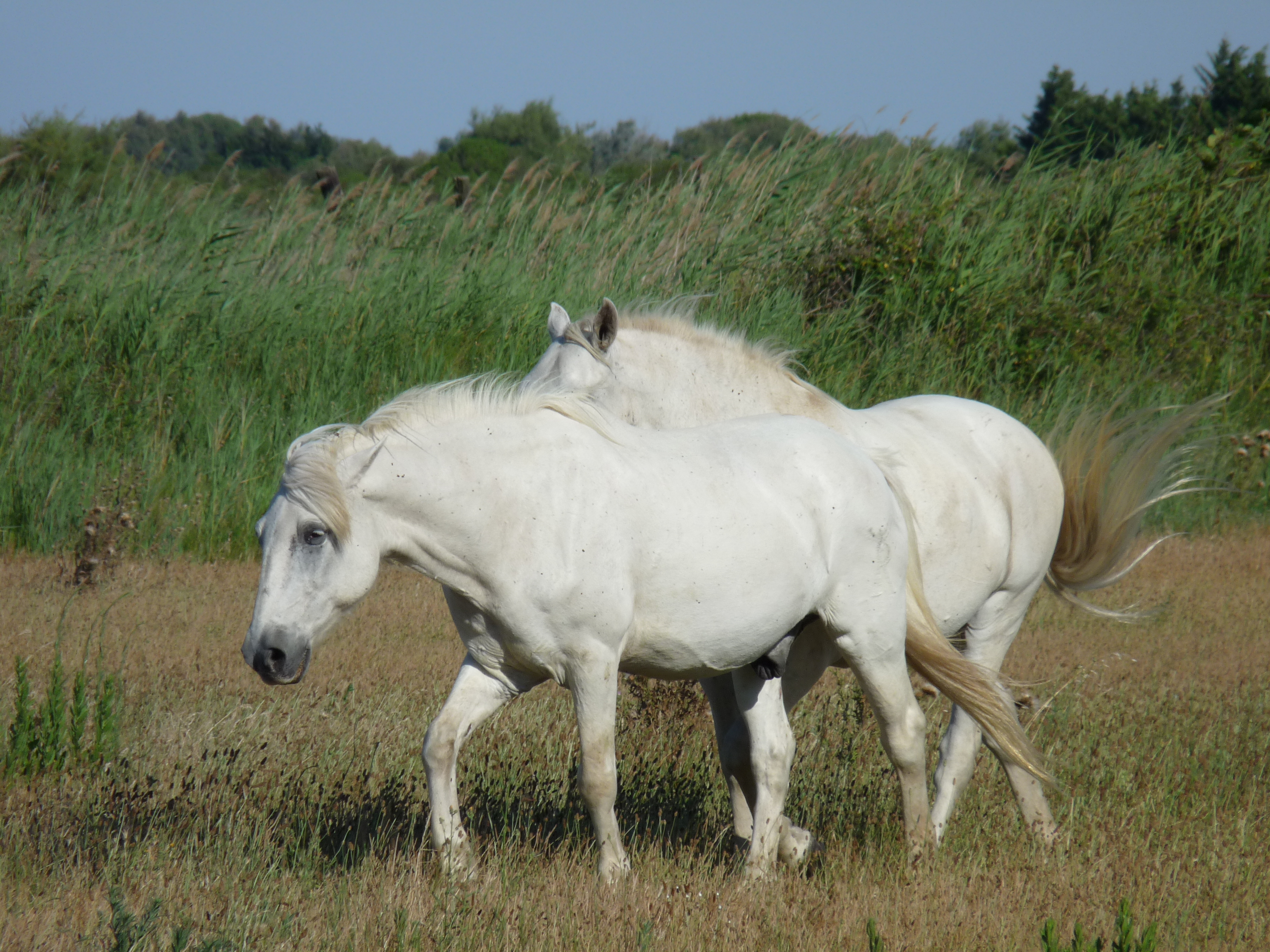
Chevaux Camargue en bon état corporel, pendant l'été.

Les chevaux sont presque toujours plus gras en été qu'en hiver, particulièrement s'ils vivent en extérieur toute l'année, ou à l'état sauvage. En été, les changements dans la luminosité entraînent une augmentation de l'appétit et des modifications du métabolisme,, qui se traduisent généralement par une prise de poids. En hiver, au contraire, l'appétit diminue et l'efficacité de la conservation d'énergie est accrue, car la nourriture disponible est généralement plus rare. Cette particularité semble provenir de la longue histoire évolutive du cheval dans un environnement qui n'offre pas toujours la même quantité de nourriture d'une saison sur l'autre ni d'une année sur l'autre. Le taux d'obésité peut présenter une différence d'environ 8 % selon que les mesures sont effectuées en été ou en hiver. La condition corporelle du cheval est au plus bas à la fin de l'hiver.

## Estimation du poids et de l'état corporel
Poids et état corporel représentent deux notions que l'on apprécie indépendamment. Le poids est avec les dimensions corporelles une composante du format.

### Estimation du poids
Le poids peut être estimé à l'œil, par pesage ou par barymétrie

#### L'estimation visuelle
L'estimation visuelle est la plus simple mais elle est empirique et souvent fausse, dépendant de l'expérience de l'appréciateur. Par conséquent, c'est celle qu'emploient les professionnels dans les conditions courantes, sans exclure le recours à la pesée dans des situations particulières et notamment pour un suivi de la croissance des animaux.

#### La pesée
La pesée ou pesage est l'estimation du poids par utilisation d'un engin spécialisé dit de pesage. C'est a priori la méthode la plus précise pour connaître le poids d'un animal, mais dans le cas d'un cheval, il est nécessaire d'utiliser un engin comme une cage de pesage (de préférence amovible) ou un plateau-bascule. Ces outils sont relativement onéreux et la grande majorité des propriétaires de chevaux n'en possède pas. 
Par contre, les éleveurs et les professionnels du marché hippophagique en font souvent l'acquisition, non seulement pour la précision de la mesure, mais aussi pour perfectionner leur jugement, par l'appréciation visuelle. En zone d'élevage, certaines communes sont équipées d'un pont-bascule, susceptible d'accueillir un van ou une bétaillère. Les résultats des pesées doivent aussi être interprétés en fonction de l'état de réplétion supposé du tube digestif.

#### La barymétrie
La barymétrie est la méthode d'estimation du poids d'un animal à partir de formules mathématiques utilisant des dimensions corporelles. Ces formules ont été imaginées pour suppléer aux inconvénients de l'estimation visuelle et aux contraintes de la pesée mécanique. Elles sont d'abord utilisées à des fins pédagogiques, dans les centres de formation, et en complément des méthodes précédentes. Ces formules ont généralement été élaborées pour des animaux adultes, médiolignes, en état d'entretien normal et avec un niveau de réplétion moyen du tube digestif. Les valeurs recueillies doivent donc être interprétées en fonction de l'âge, des proportions corporelles (bréviligne, médioligne ou longiligne), de l'état d'entretien et de la réplétion estimée du tube digestif.
De ce fait, différentes échelles et des formules mathématiques ont été créées pour estimer le poids du cheval à l'aide d'outils simples, ou sans outils. Le ruban barymétrique, qui se place autour du corps entre le garrot et le passage de sangle (correspondant au périmètre thoracique, PT sur le schéma), donne une estimation du poids. 

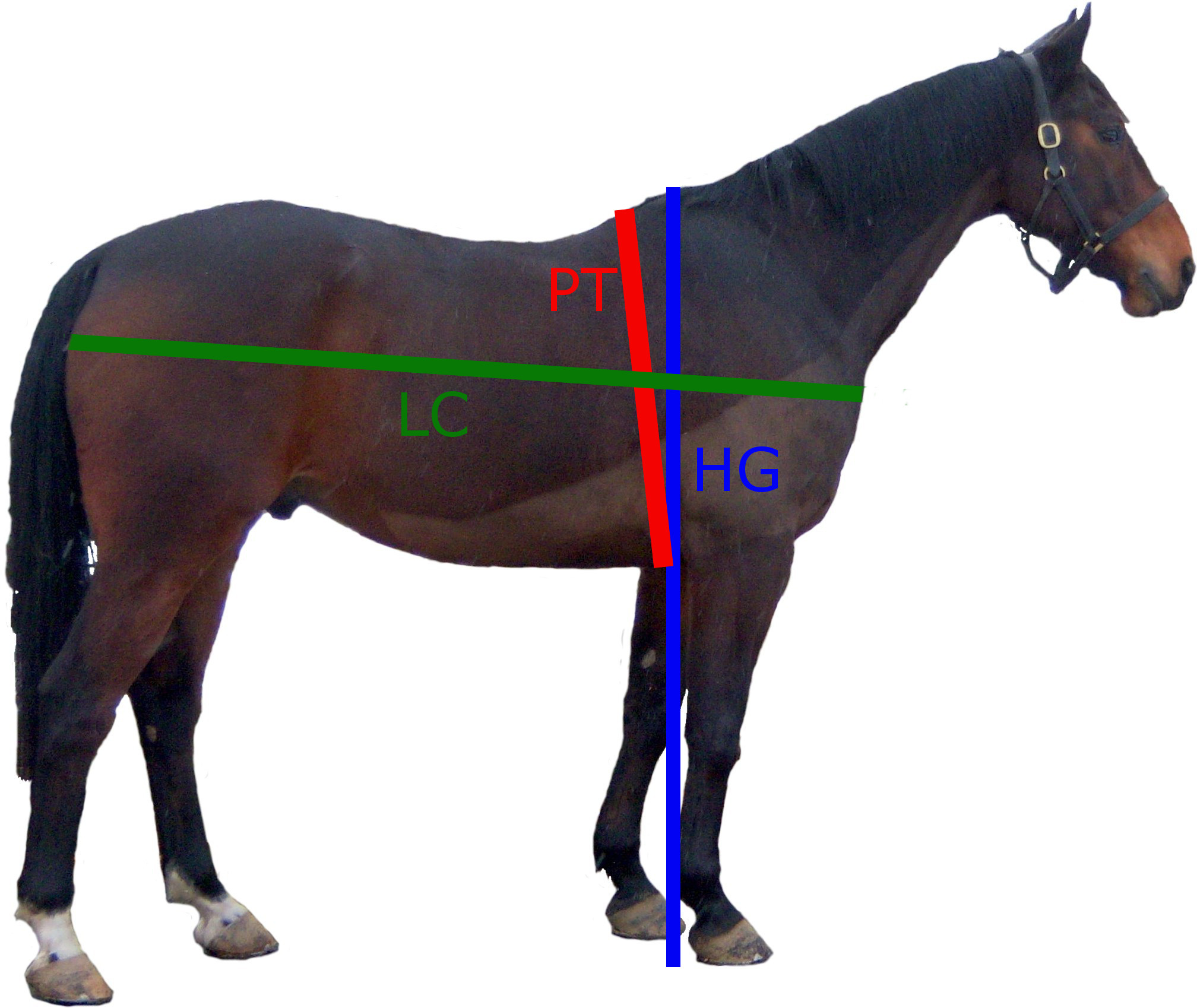
Points à mesurer pour estimer le poids d'un cheval : en bleu, la hauteur au garrot (HG). En rouge, le périmètre thoracique (PT). En vert, la longueur du corps (LC).

##### Formule de Crevat
Jules Crevat est l'auteur en 1890 d'une formule et d'un ruban zoométriques portant son nom encore utilisés de nos jours à des fins pédagogiques en zootechnie. À l'origine, Crevat l'avait imaginée pour l'estimation rapide du poids des bovins qui devaient acquitter une taxe d'octroi. Elle est une simplification d'une formule élaborée pour l'homme par Adolphe Quetelet, qui était fondée sur deux mesures (tour de poitrine et taille). Elle est peu précise, mais elle a l'avantage d'être facile à calculer car elle ne nécessite qu'une mesure du périmètre thoracique (PT). C'est l'une des plus utilisées en France, elle vaut surtout pour peser les chevaux de selle mais, comme pour toutes les formules, l'estimation doit être interprétée en fonction de l'état d'entretien des animaux et de leurs proportions.
Elle se calcule comme suit : Poids = 80 × (PT)3, avec Poids en kilogrammes et PT en mètres. La marge d'erreur est de 25 kg. Par exemple, pour un cheval ayant un périmètre thoracique de 1,82 m, Poids = 80 × (1,82)3, ce qui donne 482 ± 25 kg.

##### Formule de Hapgood
La formule d'Alyssa Hapgood est pensée dès 1999, conçue en 2002 puis homologuée en 2004, alors que sa créatrice n'a que 17 ans. C'est l'une des plus précises, mais elle demande aussi davantage de mesures puisqu'elle prend en compte, en plus du périmètre thoracique (PT), la hauteur au garrot (HG) et la longueur du corps (LC), mesurée de la pointe de l'épaule à la pointe de la fesse : Poids = PT1,64 × HG0,95 × LC0,40 / 278. La formule fonctionne avec le poids exprimé en livres (0,453 592 37 kg) au lieu de kilos et la hauteur au garrot en pouces (inches) et non en centimètres.
Pour convertir les pouces (po) en centimètres (cm), il faut réaliser l'opération suivante : {\displaystyle {\text{po}}={\text{cm}}\times {0{,}393700787}}.

##### Formule de l'INRA pour les chevaux de trait
Une formule propre aux chevaux de trait a été mise au point en 1990 par William Martin-Rosset, chercheur responsable de la nutrition équine auprès de l'INRA : Poids = 7,3 × (PT) − 800. La marge d'erreur est également de 25 kg.

##### Formule de l'INRA pour les poulains en croissance
La croissance du poulain implique des paramètres particuliers, puisqu'il ne faut pas prendre en compte la hauteur au garrot (HG). L'INRA a conçu une formule en ce sens : Poids = 4,5 × (PT) − 370.

### Évaluation de l'état corporel
Cette dernière mesure vise à apprécier le développement relatif des masses musculaires et adipeuses. Elle est réalisée par palpation de certaines zones du corps.

#### Échelle de Henneke
L'échelle numérique de Henneke (Henneke horse body condition scoring system) est utilisée pour évaluer la quantité de graisse sur le corps d'un cheval. Elle a été développée par Don R. Henneke à l’université du Texas A&M en 1983, d'abord pour les juments gestantes de race Quarter Horse. Ce système normalisé peut être utilisé pour toutes les races de chevaux et sans équipement spécialisé, mais il pourrait être plus efficace pour les chevaux de selle que pour les poneys. Une autre limite réside dans le fait que les propriétaires de chevaux ne sont pas toujours les plus objectifs pour estimer l'état corporel de leur animal.
La condition corporelle est évaluée visuellement et par palpation. Les scores vont de 1 à 9, 1 étant celui d'un cheval en mauvais état et 9 étant celui d'un cheval obèse. La condition idéale pour la plupart des animaux se situe de 4 à 6. Les scores de 7 à 9 sont considérés comme ceux d'un état d'obésité, cependant un certain manque de précision dans les évaluations conduit parfois à qualifier comme tel un cheval ayant un score inférieur à 7.
Le tableau ci-dessous donne une description des différents scores permettant d'évaluer l'état corporel du cheval. Le système est basé sur l'évaluation à la fois visuelle et tactile de la graisse présente sur six points du corps, comme indiqué sur l'illustration suivante.

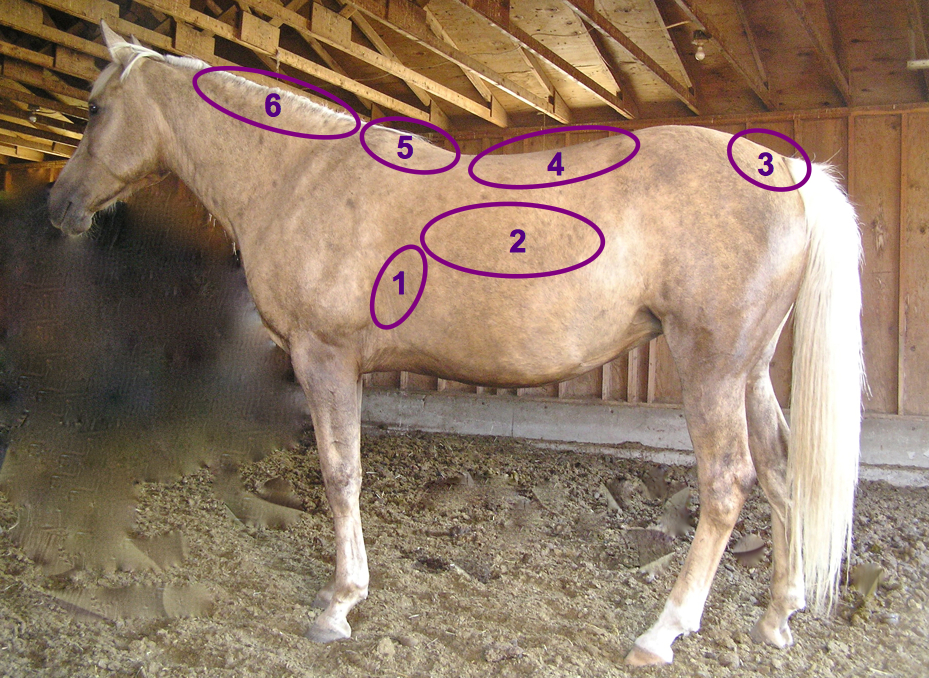
Les zones où la graisse se dépose chez le cheval, permettant d'évaluer son état corporel par palpation :
1. Derrière l'épaule ;
2. Sur les côtes ;
3. Au niveau de l'attache de la queue ;
4. Le long des vertèbres dorsales ;
5. Autour du garrot ;
6. Le long de l'encolure.
.

Ce système est utilisé par des organismes anglo-saxons à fins juridiques, en tant que méthode objective pour déterminer la condition physique d'un cheval dans les cas de cruauté envers les chevaux.
| Score               | Description | Image |
| ------------------- | --- | ----- |
| 1. Émacié           | Extrêmement émacié, aucun dépôt de gras n'est visible. Vertèbres, côtes, attache de queue, os du garrot, épaule et encolure très apparents.                                                                                                |       |
| 2. Très maigre      | Émacié, légère couverture musculaire sur les os, les vertèbres et les côtes qui sont bien visibles. L'attache de la queue, les os du garrot et des épaules, l'encolure sont visibles.                                                      |       |
| 3. Maigre           | Dépôt de graisse très léger sur tout le corps, les vertèbres et les côtes sont apparentes mais pas discernables individuellement. Le garrot, les épaules et l'encolure n’apparaissent pas comme maigres.                                   |       |
| 4. Modérément mince | La ligne de la colonne vertébrale et les grandes lignes de côtes sont visibles ; l'attache de la queue peut être visible en fonction de la race. Le garrot, les épaules et l'encolure ne semblent pas trop maigres.                        |       |
| 5. Optimal          | La colonne vertébrale et les côtes peuvent ne pas être visibles mais sont faciles à sentir ; la base de la queue est spongieuse. Le garrot, les épaules et l'encolure sont arrondis et lisses.                                             |       |
| 6. Modérément dodu  | Renflements légers le long de la colonne vertébrale ; les côtes et l'attache de la queue sont recouverts d'un léger dépôt de gras ; dépôts de graisse détectables le long du garrot et de l'encolure, ainsi que derrière les épaules.      |       |
| 7. Gras             | Renflement le long de la colonne vertébrale, les côtes présentent un remplissage de graisse entre elles ; la base de la queue est spongieuse ; dépôts de graisse le long du garrot et de l'encolure, ainsi que derrière les épaules.       |       |
| 8. Très gras        | Renflement apparent le long de la colonne vertébrale ; côtes difficiles à sentir ; graisse molle entourant la base de la queue ; dépôts de graisse le long du garrot, derrière les épaules et à l'intérieur des cuisses.                   |       |
| 9. Obèse            | Dépôt évident de graisse tout le long de la colonne vertébrale, dépôts de graisse sur les côtes, à la base de la queue, du garrot, derrière les épaules, et sur l'encolure. La graisse recouvre les flancs et la face interne des cuisses. |       |

## Problèmes liés aux manques et aux excès de poids
La graisse du cheval n'est pas une matière inerte ni le résultat d'un simple « stockage ». Des études ont démontré qu'il s'agit de tissus actifs, notamment dans la sécrétion d'hormones et de protéines inflammatoires (les cytokines), dont la présence ou l'absence peuvent affecter sévèrement la santé de l'animal. Plus étonnant, l'état corporel est en relation avec la dominance de l'animal, les chevaux en meilleure condition corporelle tendent à dominer les autres.

### Maigreur

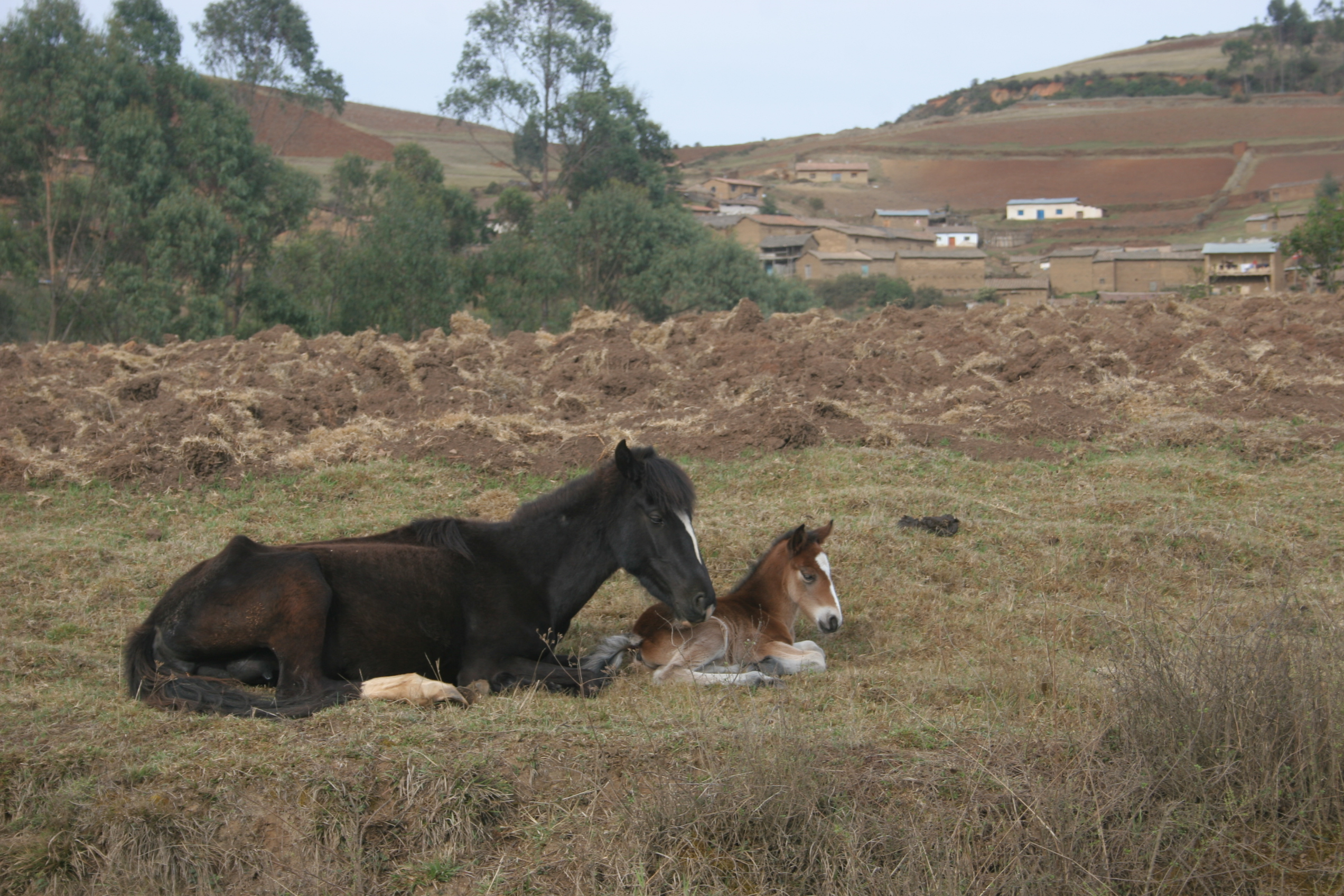
Jument maigre avec son poulain au Pérou.

La maigreur peut avoir de multiples causes. Chez les chevaux pas trop âgés, elle peut provenir d'une infestation par des parasites. En vieillissant, les chevaux ont tendance à maigrir et à devenir plus sensibles au passage des saisons, perdant du poids et des graisses corporelles. Ces pertes de poids peuvent avoir des causes multiples : carence, problème de dents, manque d'appétit, problème de digestion, etc. Elles constituent un facteur aggravant de mortalité. Il est délicat de faire reprendre du poids à un vieux cheval. Ce problème d'amaigrissement peut causer des soucis aux propriétaires de chevaux âgés, parfois soupçonnés à tort de maltraitance animale. La maigreur est en effet considérée comme un signe de maltraitance des chevaux par la plupart des associations de protection animale. De nombreuses affaires de maltraitance impliquent des propriétaires qui ont mal (ou pas) nourri leurs animaux, ces derniers étant retrouvés dans des états d'amaigrissement parfois considérables.
La maigreur fait polémique lors des compétitions d'endurance. L'excès de poids est très pénalisant pour les performances du cheval. Aussi, les entraîneurs et cavaliers recourent à diverses techniques pour garder des chevaux aussi minces et musclés (fit) que possible. Une controverse a éclaté dans ce sport après la découverte d'une jument particulièrement maigre sur une compétition à Compiègne, peut-être après une perte de poids imprévue durant la journée qui a précédé la course, ou pendant la course elle-même.

### Obésité

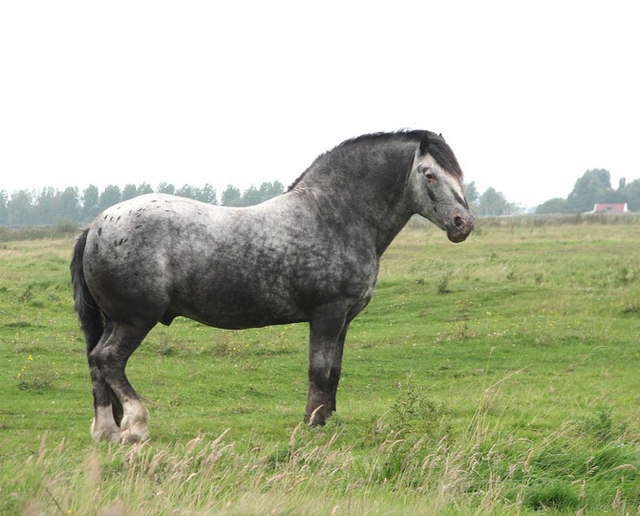
Cheval obèse présentant un important dépôt de graisse le long de l'encolure (cresty neck, « cou-crête »).

L'obésité équine est un phénomène récent. Le taux général d'obésité chez les chevaux augmente dans les pays occidentaux, tout comme chez les chiens et les chats domestiques. De 1998 à 2005, le National Animal Health Monitoring System (aux États-Unis) estime que le taux d'obésité est passé de 1,5 % à 3,5% de la population équine. Ce taux monte à 19 % d'obésité (score de 8 ou 9 sur l'échelle de Henneke) et 32 % de surpoids (6,5 à 7,5 sur l'échelle) d'après une étude américaine publiée en 2007. Des résultats similaires (20 % d'obésité et 48 % de surpoids) sont atteints par une étude menée en Caroline du Nord l'année suivante. 45 % des chevaux de selle évalués en Écosse en 2008 par leurs propriétaires ont été décrits comme obèses. D'après des données publiées en mars 2015, 31 % des chevaux britanniques sont obèses. En France, bien qu'aucune étude équivalente n'aie été menée, l'obésité est fréquente chez les chevaux de trait Percherons, Boulonnais, Bretons et Comtois, lorsqu'ils sont destinés au marché de la viande. 
Quelques données suggèrent que le dépôt de graisse situé le long de l'encolure du cheval, connu en anglais sous le nom de « cresty neck » (cou-crête), témoigne d'un haut degré d'obésité.

#### Causes et facteurs d'obésité

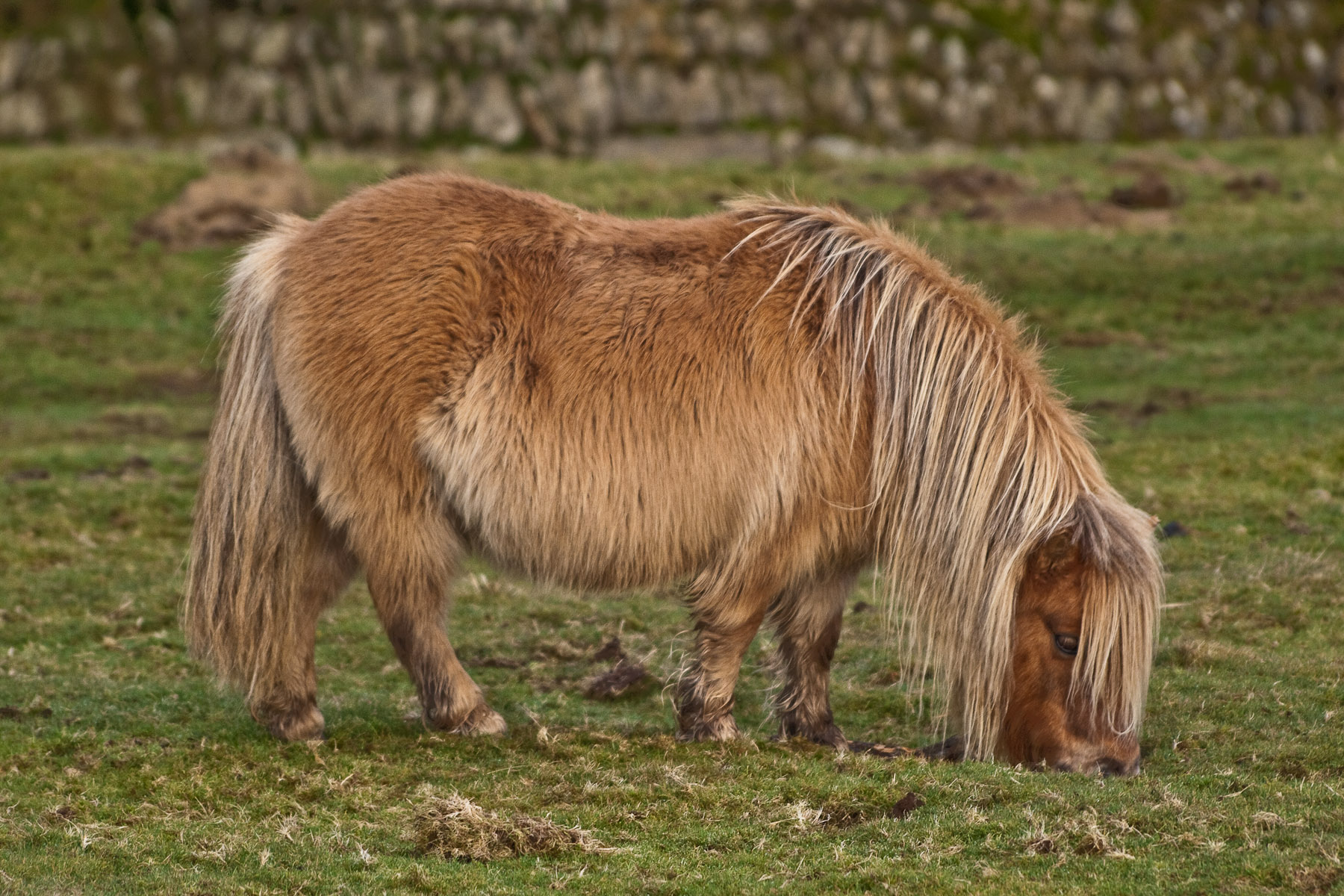
Poney obèse dans le Dartmoor.

Comme toutes les formes d'obésité, celle des chevaux provient essentiellement d'un mauvais équilibre entre énergie absorbée et énergie dépensée. Cela explique pourquoi les poulains, qui dépensent beaucoup d'énergie pendant leur croissance, sont beaucoup plus rarement obèses que les animaux adultes. Ainsi, la première cause d'obésité est l'alimentation trop riche donnée par les propriétaires des chevaux. Des facteurs culturels entrent en compte, car les personnes peu au fait de la condition corporelle des chevaux ont tendance à complimenter les propriétaires d'animaux gras, et à trouver les poneys obèses « mignons ». D'après une étude réalisée au Royaume-Uni (2011), il existe une méconnaissance importante des besoins énergétiques du cheval chez de nombreux détenteurs d'équidés, en particulier de loisir. Les propriétaires d'équidés mésestiment également très souvent la durée et l'intensité de l'exercice qu'un cheval est capable de réaliser chaque jour, imaginant par exemple qu'une promenade quotidienne au pas de 20 à 40 minutes représente une dépense énergétique importante, alors que c'est loin d'être le cas.
Une croyance tenace veut que tous les poneys soient génétiquement prédisposés à grossir par rapport aux chevaux. La réalité est plus nuancée. Il y a effectivement des causes génétiques, certaines races de poneys rustiques (comme les mountain and moorland britanniques) étant prédisposées à grossir si elles ont librement accès à une nourriture riche. Le manque d'exercice est une autre cause déterminante. Les poneys sont plus souvent gardés comme animaux de compagnie que les chevaux, ce qui induit aussi des exercices moins fréquents, facteur d'obésité. Certaines races, comme les poneys Highland et Welsh cob, sont presque systématiquement présentées en état d'obésité sur les concours. Aux États-Unis, les épreuves Halter voient défiler et récompensent des chevaux en surpoids. Une enquête du périodique Cheval Savoir met en cause les éleveurs et juges de concours des races françaises de chevaux lourds, tout particulièrement le syndicat du cheval breton, qui attribue des primes de modèle et allures à des animaux gras, voire boiteux, et juge les chevaux d'utilisation trop maigres, privant ainsi leurs éleveurs des primes attribuées à des chevaux obèses,. De manière générale, les personnes qui côtoient des chevaux au quotidien semblent s'habituer à voir des animaux en surpoids, au point de finir par considérer cette condition corporelle comme la norme.

#### Comorbidités liées à l'obésité

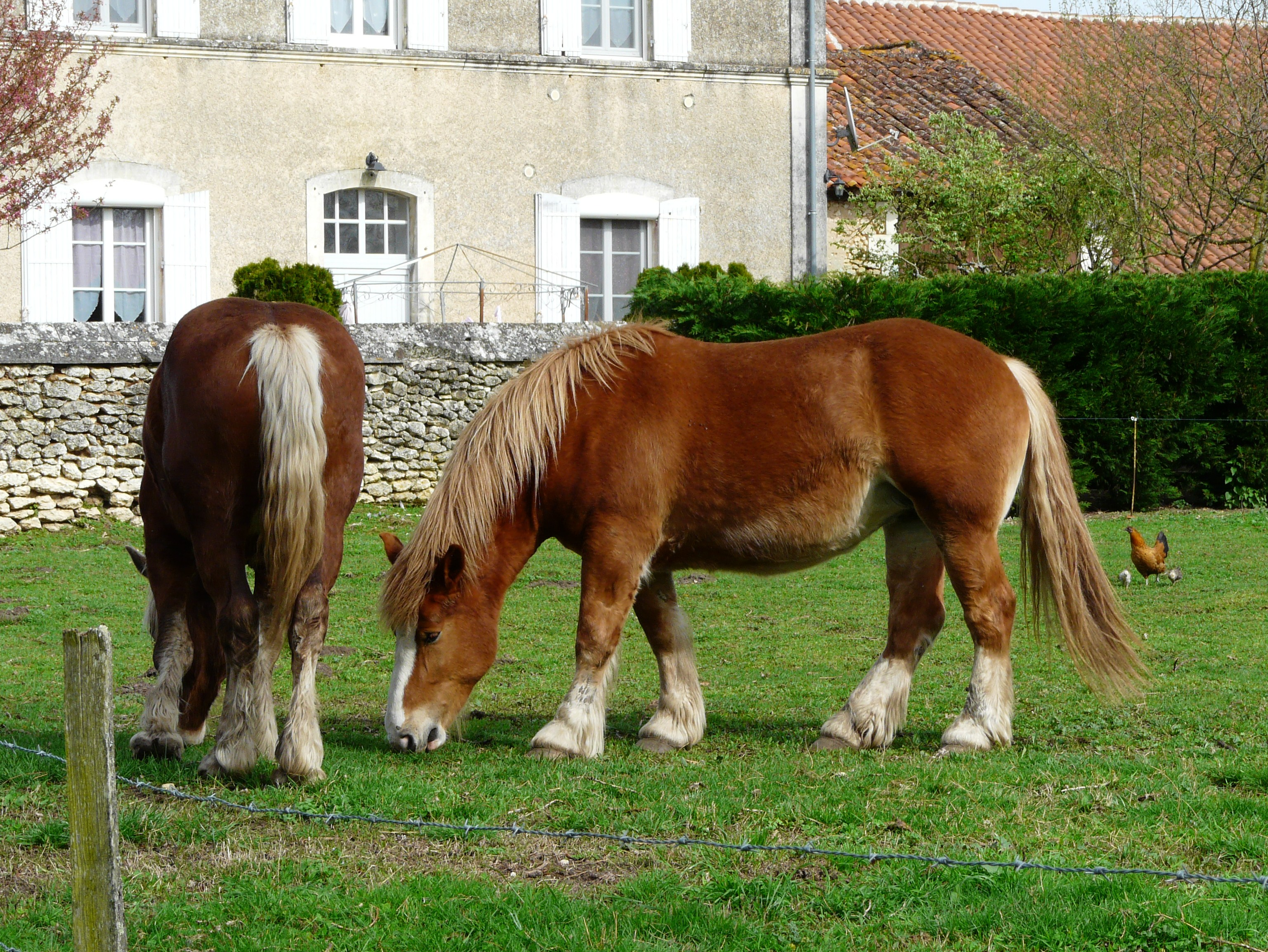
Chevaux bretons obèses, probablement destinés à la boucherie.

Les propriétaires n'ont généralement pas conscience des risques sur la santé induits par l'obésité de leur cheval. 
- Un poids trop élevé associé à une alimentation trop riche favorise le déclenchement d'une fourbure[52], en particulier si le cheval ou poney dispose d'un accès illimité au pré[48].
- L'obésité entraîne aussi un risque de développement plus précoce et plus grave de l'ostéoarthrite[53], ainsi que des coliques.
- L'obésité équine a été mise en cause dans la multiplication des cas de résistance à l'insuline, connus sous le nom de syndrome métabolique équin[54], condition qui révèle des points communs étroits avec le déclenchement du diabète humain de type 2[55].
- Elle favorise également le déclenchement d'un syndrome de Cushing équin généralement vers onze à treize ans[56].
- Les étalons trop gras tendent à être moins fertiles que ceux de poids normal. Une étude a mis en évidence l'association entre l'obésité chez la jument et des perturbations du cycle œstral et de l'état métabolique[57].
- Enfin, un risque plus élevé de blessures a été constaté chez les chevaux obèses, probablement à cause des faiblesses articulaires et des complications métaboliques[12].

L'ensemble de ces observations a conduit la communauté scientifique à considérer l'obésité équine comme l'un des problèmes de santé vétérinaire majeurs des pays occidentaux, voire le plus important problème de santé vétérinaire équine dans ces pays,. 
Le traitement préconisé contre l'obésité consiste à adapter l'alimentation du cheval au travail ou exercice équestre exigé de lui comme en cas de pathologie (appareil locomoteur, problème cardiologiques etc), c'est-à-dire généralement à réduire les apports nutritionnels,. 
La comorbidité liée à l'obésité est rarement prise en compte par les éleveurs (et associations d'éleveurs) de chevaux lourds destinés à la boucherie, dans la mesure où ils sont généralement abattus avant d'exprimer les problèmes de santé liés à leur surpoids.

## Records

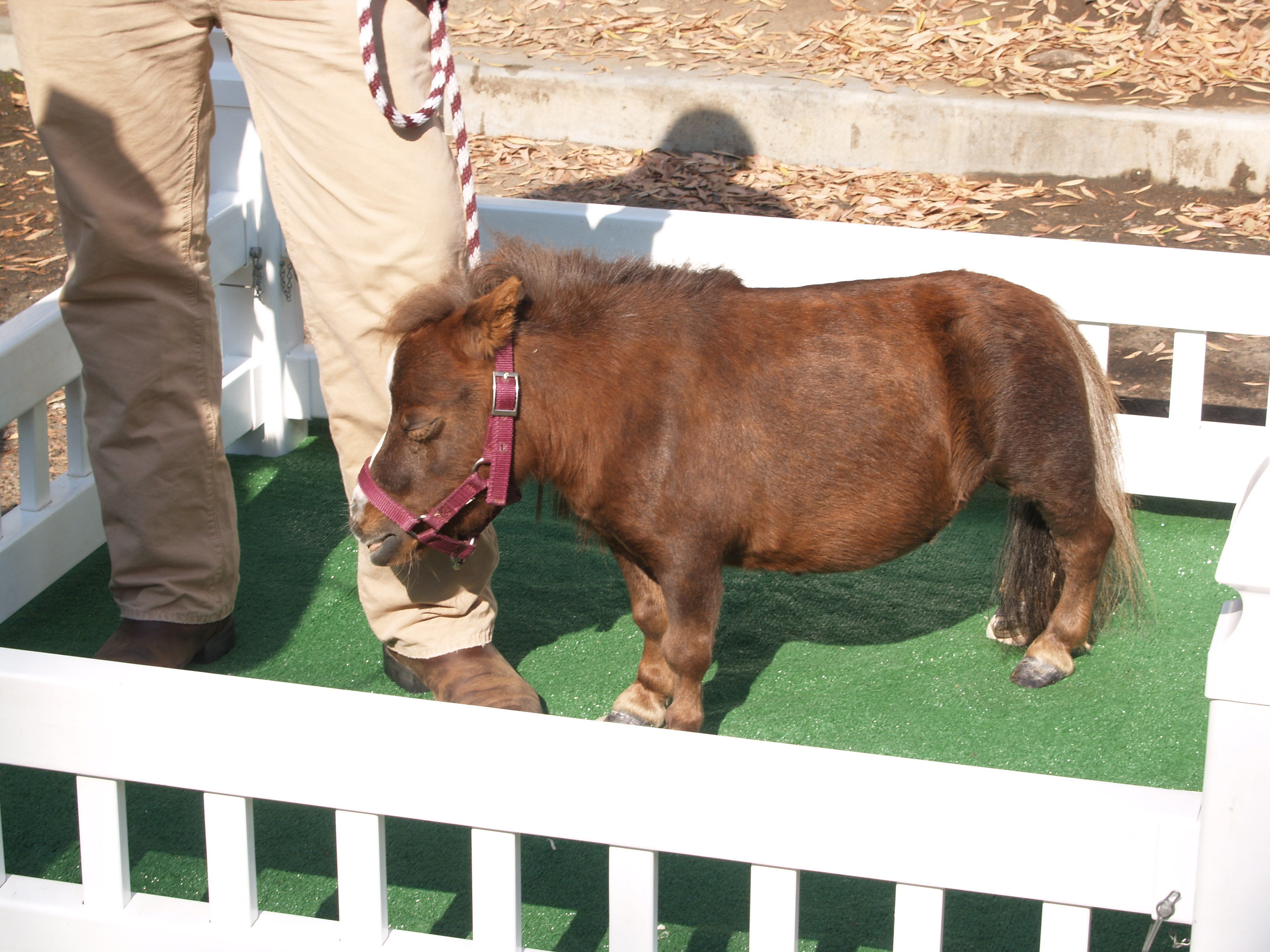
Thumbelina, jument naine pesant 26 kg.

Différents records de poids ont été répertoriés chez les chevaux. Thumbelina, le plus petit cheval miniature connu, pèse 26 kg à l'âge adulte, pour 3,9 kg à la naissance. Elle a été reconnue comme le plus petit cheval du monde, et l'un des plus légers. Plus léger à la naissance, mais non reconnu par le livre Guinness, Einstein est un poulain miniature né avec un poids de 2,7 kg, pour une taille de 35,5 cm, qui n'est pas frappé de nanisme.
L'un des chevaux les plus lourds jamais pesés est l'étalon trait belge Brooklyn Supreme, qui pesait 1 440 kg juste avant sa mort en 1948, à l'âge de 20 ans. Cet animal se trouvait en état d'obésité.
En août 1989, le Pur Sang canadien Tritonis a été reconnu comme le plus grand et plus lourd cheval au monde qui ne soit pas un cheval de trait, avec 1,98 m au garrot pour 950 kg. Il meurt en septembre 1990, à l'âge de 7 ans.